# Cimanglid
Cimanglid is een bestuurslaag in het regentschap Subang van de provincie West-Java, Indonesië. Cimanglid telt 3262 inwoners (volkstelling 2010).